# Helmut Gärtner
Helmut Gärtner es un deportista alemán que compitió para la RFA en taekwondo. Ganó dos medallas de bronce en el Campeonato Mundial de Taekwondo en los años 1979 y 1982, y una medalla de bronce en el Campeonato Europeo de Taekwondo de 1978.

## Palmarés internacional
| Campeonato Mundial | Campeonato Mundial  | Campeonato Mundial | Campeonato Mundial |
| Año                | Lugar               | Medalla            | Categoría          |
| ------------------ | ------------------- | ------------------ | ------------------ |
| 1979               | Stuttgart (RFA)     | Medalla de bronce  | –68 kg             |
| 1982               | Guayaquil (Ecuador) | Medalla de bronce  | –73 kg             |
| Campeonato Europeo |                     |                    |                    |
| Año                | Lugar               | Medalla            | Categoría          |
| 1978               | Múnich (RFA)        | Medalla de bronce  | –74 kg             |